# كاثرين غيلبرت
كاثرين غيلبرت (بالإنجليزية: Katherine Everett Gilbert)‏ هي فيلسوفة أمريكية، ولدت في 29 يوليو 1886، وتوفيت في 28 أبريل 1952.